# Zenbuddhisme
Zenbuddhisme (kanji: 禅教) er en skole inden for Mahayanabuddhismen. Zenbuddhismen havde sin oprindelse i Kina under Tang-dynastiet og institutionaliseret som en skole under Song-dynastiet. Efterfølgende spredte den sig til Vietnam, Korea og Japan. Zen hedder i Kina Chan, i Vietnam Thien, i Korea Son og i Japan Zen.
Zen (kanji: 禪) er navnet på den meditationsform, der bliver praktiseret af tilhængere af zenbuddhisme.

## Om Zenbuddhisme[6]
Zenbuddhismen opstod muligvis i Kina i 700-tallet e.Kr., men er nu mest udbredt i Japan. I følge legenden kom Zenbuddhismen til Kina med Bodhidarma, den femte patriark. Bodhidharma blev portrætteret som en barsk mester, der sad standhaftigt i meditation i 9 år, indtil hans ben faldt af. Han siges også at have grundlagt Shaolin-klostret og shaolin kung-fu.
Zenbuddhismen er inspireret af både kinesisk daoisme og konfucianisme, og har en del til fælles med både theravada- og andre former for mahayana-buddhisme. I Japan er den en af de mange former for buddhisme. Men Zenbuddhismen er også ganske unik, ikke mindst dens meditationsformer. Meget kendt er den japanske koan-praksis, hvor munkene af mesteren får en paradoksal fortælling eller sætning, som vedkommende skal 'forstå' via meditativ erkendelse. Et eksempel kan være 'Lyden af kun en hånd, der klapper' eller 'hvad er sindet'. Formålet er for munken at erkende sin egen buddha-natur og den indsigt, at man ikke har et essentielt 'jeg' og at alt er tomt. Samme ideal kan tilskrives den anden udbredte zen meditationsform, hvor man sidder i lotus-stilling og kigger med halvt åbne øjne ind i en væg. I dag er koan-meditation primært anvendt indenfor Rinzai-skolen, mens Soto-skolen primært bruger 'vægmeditation'. Især sidstnævnte er inspireret af de klassiske meditationsformer indenfor buddhismen, hvor samatha optræner fokuseret bevidsthed og vipassana træner indsigt.
Flere af zenbuddhismens mange skrifter understreger relevansen af praksis frem for skriftstudier. Især kinesisk Chan har mange eksempler på munke og mestre, der overskrider normerne med underlig eller ligefrem grotesk opførsel; Linji råber og slår sine disciple, Huineng river helligskrifter itu, Danxia brænder en buddha-statue, Pahua skryder som et æsel, Hanshan og Side opfører sig enfoldigt som to tosser. Zen-stilen understreger den hellige visdom ved at bryde de konventionelle tabuer og normer. Denne zen-diskurs skal især forstås som en måde at adskille sig fra andre skoler, der havde andre idealer og lære og praksis. Samtidig er den med til at pointere det væsentlige ved konstant praksis. Indenfor klosterlivet bruger man stadig i dag stillesiddende meditation som afgrænset praksis, men også andre aktiviteter som havearbejde og de mange ritualer bruges ideelt som en form for udvidet meditation.

## Satori – oplysning
Oplevelsen af den frelsende indsigt hedder på japansk satori, der kan oversættes med oplysning eller opvågen.
Munkelivet i et zenkloster sigter til den sande forståelse eller indsigt i ens eget virkelige væsen. Hermed mener zenmunkene, at de vinder samme oplysning, som Buddha engang fik del i, og de derfor repræsenterer den ægte og oprindelige buddhisme. Dette betyder også at ingen har en identitet udover at være zen
Oplysningen kommer ikke let. Det er ikke usædvanligt, at den vordende munk anvendte 7-8 år for at opnå sin endelige satori. Når oplysningen kommer findes der ikke længere nogen deling, intet han og du, intet objekt og subjekt. Der er aldrig tale om Gud og ham, fordi der for zenbuddhisten ikke findes nogen personlig Gud og eftersom alt nu er ét. Hvis oplysningen kommer til een, kan man ikke tale om erfaringen, fordi det at tale om den gør, at vedkommende skilles fra den, og der således på ny skabes en deling.

## Ord, logik og fornuft
Zenbuddhisterne har vendt sig mod den forvrængede, forfalskede og ikke personligt oplevede virkelighed, som brugen af ord, logik og fornuft fører til. Deres vej er paradoksets og erfaringens. ligesom Tertullians og Kierkegaards. De har derfor vægret sig mod at beskrive satori. Der findes dog alligevel sådanne beskrivelser fra de klassiske "zenmestre" i 1100- og 1200-tallet og frem til vores dage.

## Kegonfilosofi
Kegonfilosofien (japansk: Kengongyô) var den femte af Naraskolerne, der blev indført i Japan 736 af den kinesiske buddhistpræst Dosen.
Kegonfilosofien betoner sin betydning for Zen, når det gælder læren om det firfoldige univers. Det firfoldige univers kategoriseres som:
1) fænomenverden
2) den sande virkelighed eller det absoluttes verden, der samtidig er verden uden forskel, den fuldstændige enheds eller tomheds verden
3) alting i denne verden, træer, klipper, støv og snavs, insekter, dyr og mennesker, udgør åbenbarings- og virksomhedsformer af det absolutte; dermed regnes alt dette som helligt, og kan betragtes som del af Buddhas eget væsen
4) alt i universet står i en gensidig permanent og harmonisk forbindelse med alle andre ting.

## Om zen
Selve ordet zen er den japaniserede form for det kinesiske "ch'an", der går videre tilbage til sanskritordet dhyana, det vil sige den meditation, der fører til den frelsende indsigt.